# Parosteodes ferritinctaria
Parosteodes ferritinctaria är en fjärilsart som beskrevs av Walker 1861. Parosteodes ferritinctaria ingår i släktet Parosteodes och familjen mätare. Inga underarter finns listade i Catalogue of Life.